# آمارانکا
آمارانکا (به لاتین: Amaranka) یک منطقهٔ مسکونی در روسیه است که در استان آمور واقع شده‌است.